# Oids
Oids est un shoot 'em up multidirectionnel développé en 1987 par FTL Games.

## Système de jeu
Le but du jeu est de secourir une espèce androïde réduite en esclavage dans les usines d'une lointaine galaxie. Pour cela, le joueur contrôle un vaisseau spatial à travers une série de planètes. Il peut influer sur son orientation et ses réacteurs mais le vaisseau subit les effets de la gravité. Celui-ci est équipé de canons et d'un bouclier qui consomme de l'énergie lorsqu'il est utilisé. Après avoir détruit l'usine et s'être posé, les Oids montent dans le vaisseau. Le joueur peut alors rejoindre la prochaine planète.